# Партия исламского возрождения Таджикистана
Па́ртия исла́мского возрожде́ния Таджикиста́на (тадж. Ҳизби наҳзати исломии Тоҷикистон) — оппозиционная исламистская политическая партия в Таджикистане. Партия берёт свою историю с 1973 года, но официально была основана на учредительном съезде 26 октября 1991 года.
С момента распада СССР и вплоть до 29 сентября 2015 года являлась единственной исламской партией, официально и легально действовавшей на территории постсоветской Средней Азии и всего постсоветского пространства.
С 29 сентября 2015 года партия признана Верховным судом Республики Таджикистан террористической организацией и запрещена на всей территории республики. Партию также признали террористической и экстремистской в региональной антитеррористической структуре ШОС, куда входят Китай, Россия, Индия, Иран, Пакистан, Казахстан, Узбекистан, Кыргызстан и Таджикистан, а также в ОДКБ, куда входят Россия, Белоруссия, Казахстан, Кыргызстан, Таджикистан и Армения.

## История

### Предыстория
До 1920 года, бо́льшая часть современного Таджикистана входила в состав Бухарского эмирата — исламского государства, где действовали законы шариата. Из-за этого, население большей части Таджикистана не подвергалось активному культурному и ментальному влиянию Российской империи, в отличие от населения соседствующих в то время с исламистским Бухарским эмиратом Туркестанского края, куда активно переезжало русскоязычное население, строило церкви и храмы, и активно контактировала с окружающим мусульманским населением. Несмотря на то что Бухарский эмират официально с 1868 года являлся протекторатом Российском империи, российские власти особо не вмешивались во внутренние дела эмирата, концентрируя своё внимание на свой Туркестанский край. После образования СССР, по всей стране стали подвергаться гонениям верующее население — как мусульмане, так и христиане, иудеи и другие. Несмотря на жёсткую политику и борьбу КГБ по противодействию потенциальным исламистским организациям и отдельным радикальным личностям, советским спецслужбам удалось усмирить мусульман не по всей территории СССР, где проживало мусульманское население. Исламистские настроения были практически уничтожены в Азербайджанской ССР, Туркменской ССР, Казахской ССР, Киргизской ССР, Татарской АССР, Башкирской АССР, в большей части северокавказских АССР, частично в Узбекской ССР. Только в Таджикской ССР, советские чекисты сталкивались с упорным сопротивлением, и так и не смогли их уничтожить до уровня других мусульманских республик. Исламистское подполье начало вновь набирать силу после образования Духовного управления мусульман Средней Азии и Казахстана.

### Начало возникновения
В 1973 году 26-летний дехканин Саид Абдулло Нури, получивший подпольное религиозное образование у своего отца, познакомился в Душанбе с видным подпольным узбекским теологом — Мавлави Хиндустани, получившим религиозное образование в Коканде, Бухаре и Кашмире и несколько лет провёл в советских лагерях. К тому времени, Мавлави Хиндустани был известен в Средней Азии как человек, обучающий подпольно узбекскую и таджикскую молодёжь исламу, и у него имелись сотни учеников. Вдохновившись учениями Мавлави Хиндустани, Саид Абдулло Нури вернулся в Вахшский район (куда в 1953 году с семьёй был переселён из родного Сангворского района для работ по выращиванию хлопка в один из совхозов) и организовал подпольную исламистскую организацию «Наҳзати исломӣ» («Исламское возрождение»), привлекая местную молодёжь, которая интересовалась исламом. Организация устраивала посиделки под видом семейных и дружеских встреч, где обсуждались темы, касающиеся ислама. В том же 1973 году, Саид Абдулло Нури в первый раз был арестован за подпольную религиозную деятельность, и был взят под наблюдение местного КГБ. После первого ареста, Саид Абдулло Нури более открыто стал высказывать своё мнение по исламским вопросам, посчитав, что и так попал под поле зрения чекистов. По словам самого Саид Абдулло Нури, его подпольная организация преследовала две основные цели — пропаганда «чистого» ислама и воспитание детей и молодёжи в религиозном духе. Слухи о деятельности подпольной исламистской организации распространились среди населения многих населённых пунктов республики, и в 1977 году главное управление КГБ Таджикской ССР направило своё первое официальное оповещение в ЦК Коммунистической партии Таджикской ССР, в котором говорилось о деятельности организованной религиозной организации, которая пропагандирует религиозные идеи на «маарака» — традиционных посиделках местных жителей, где помимо пропаганды религии, допуская также критику действующей власти, в том числе её политики по отношению к религии. Помимо направления данного оповещения в ЦК КП ТаджССР, копия оповещения была отправлена в центральное управление КГБ СССР в Москве. ЦК КП ТаджССР осудил деятельность подпольной организации, и призвало силовые структуры страны к активной борьбе.
К середине 1980-х годов, особенно после начала «Перестройки», подпольная исламистская организация «Исламское возрождение» превратилось из локальной подпольной ячейки в довольно разветвлённую тайную сеть по всей таджикской республике. Начиная с 1984 года организация стала подпольно выпускать и распространять брошюру «Ҳақиқати Ислом» («Правда Ислама»). В течение двух лет, было издано 17 выпусков брошюры «Правда Ислама». 22 июня 1986 года в Душанбе и в населённых пунктах Вахшской долины была проведена до этого беспрецедентная широкомасштабная спецоперация КГБ совместно с милицией. В результате спецоперации было арестовано свыше 40 активистов организации, среди них не было лидера организации — Саид Абдулло Нури, который скрывался. Чуть позже он был обнаружен и арестован в Яване. После ареста лидера организации, и официального сообщения о его аресте, оставшиеся на свободе многочисленные сторонники организации 14 августа 1986 года собрались у здания областного комитета компартии в Курган-Тюбе. Митингующие прорвались в здание облкомитета и заняли кабинеты, потребовав немедленного освобождения своего лидера и других активистов. Руководству Курган-Тюбинской области пришлось провести переговоры с митингующими, и было решено отвести всех митингующих к арестованному Нури и показать его. После того как митингующие убедились в том что он здоров и его жизни ничего не угрожает, руководству области удалось убедить их разойтись по своим населённым пунктам и домам.
Спустя короткое время после осады областной администрации, началась новая волна облав и арестов сторонников и членов «Исламского возрождения». Были арестованы десятки активистов организации, и приговорены к различным тюремным срокам. Саид Абдулло Нури был приговорён к лишению свободы на 1,5 года.
В марте 1990 года была упразднена шестая статья Конституции СССР, ограничивающее создание политических организаций в стране одной лишь коммунистической партией. Летом 1990 года в Астрахани состоялся учредительный съезд Исламской партии возрождения СССР, на котором принимали участие исламские активисты со всего СССР — от Кавказа, Крыма и Поволжья до Средней Азии. Региональным отделением Исламской партии возрождения СССР на территории Таджикской ССР стала Партия исламского возрождения Таджикистана, от которой на этом съезде принимали участие Давлат Усмон и Саид-Иброхим Гадозода, которые в частности были избраны одним из многочисленных заместителей председателя Партии исламского возрождения СССР. К примеру, отделением на территории Узбекской ССР стала Исламская партия возрождения Узбекистана. В августе 1990 года Верховный Совет Таджикской ССР не разрешил проведение первого, учредительного съезда ПИВТ, но несмотря на противодействия, 6 октября 1990 года в джума-мечети кишлака Чортут Ленинского района (сейчас Рудакийский район) состоялся подпольный первый съезд партии, но Верховный Совет вновь не признал новую партию, объявив первый съезд не имеющим никакой юридической силы.
После официального и юридического обретения независимости Таджикистаном от СССР, 26 октября 1991 года во дворце культуры «Вахдат» в Душанбе, при участии свыше тысячи делегатов состоялся официальный учредительный съезд партии, в ходе которого Партия исламского возрождения Таджикистана официально была образована в качестве политической партии, приняты устав и программа партии, а также её руководство. Подавляющим количеством голосов участников съезда, председателем партии был избран Мухаммадшариф Химматзода. Основатель партии Саид Абдулло Нури также вошёл в состав высшего совета партии. Основными целями партия выдвинула идею создания демократического государства с полной свободой вероисповедания, но с уклоном на ислам, в частности внесением в законы и кодексы государства некоторые нормы из шариата, а также защиту религиозных и национальных меньшинств, за всестороннее сотрудничество как с исламскими, так и с неисламскими странами. Одним из вероятных моделей развития руководство партии видела Турецкую республику, которая являлась светским государством с мусульманским большинством и свободой вероисповедания. В декабре 1991 года Партия исламского возрождения Таджикистана была наконец официально зарегистрирована в Министерстве юстиции Республики Таджикистан.
В итоге, вследствие многотысячных митингов осенью 1991 года, основными участниками которых были сторонники ПИВТ, партия добилась разрешения на официальную деятельность.
В годы гражданской войны 1992—1997 годов в Таджикистане Партия исламского возрождения Таджикистана входила в состав Объединённой таджикской оппозиции, противостоявшей Народному фронту.
В июне 1997 года Саид Абдулло Нури и президент Таджикистана Эмомали Рахмонов подписали «Общее соглашение о мире в Таджикистане», положившее конец гражданской войне, и до 2000 Саид Абдулло Нури возглавлял комиссию по национальному примирению, созданную для реализации этого соглашения (в 2000 она была распущена как выполнившая свои функции).

## Деятельность
В 2000 году «Партия исламского возрождения Таджикистана» обвинила власти в нарушении Общего соглашения, а в июне 2003 года выступила против поправок в конституцию, которые позволили Эмомали Рахмонову баллотироваться на очередной срок. В результате обострившихся отношений между оппозицией и властями активисты партии, набиравшей всё большую популярность, стали подвергаться преследованиям. В октябре 2003 был арестован и приговорён к длительному сроку заключения заместитель Саида Абдулло Нури — Шамсуддин Шамсуддинов.

## Запрет
4 сентября 2015 года в результате нападения на склад оружия в Душанбе погибли 26 человек, в том числе девять милиционеров. По утверждению правительства, произошедшее было попыткой государственного переворота, организованного заместителем министра обороны Абдухалимом Назарзодой, бывшим оппозиционером времён гражданской войны. Это событие было использовано для запрета Партии исламского возрождения Таджикистана.
29 сентября 2015 года Верховный суд Таджикистана удовлетворил иск генерального прокурора о признании Партии исламского возрождения террористической и запретил её деятельность на территории республики. Как указывалось в иске генпрокурора, «согласно плану переворота, который планировало осуществить руководство ПИВТ, 40 вооруженных лиц с двух сторон должны были напасть на Дворец нации, 25 — на здание исполнительного аппарата президента, 30 — на здание МВД, 25 — на здание Госкомитета национальной безопасности, 40 — на международный аэропорт Душанбе. Также вооружённые лица должны были захватить здания Минобороны, УБОП МВД, Комитет по телерадиовещанию, где также расположены гостелеканалы, управления и отделения МВД в районах Душанбе и Вахдата». Помимо этого, указывалось, что в ходе обыска в офисе партии было обнаружено 30 партийных брошюр, которые призывали к насилию и терактам.
17 сентября 2015 года были задержаны 13 членов Политсовета ПИВТ, в том числе два заместителя председателя партии, один из которых был депутатом парламента. Управление Верховного комиссара ООН по правам человека в октябре 2015 года заявило, что в Таджикистане наблюдается растущая угроза нарушения прав человека на фоне запрета единственной оппозиционной силы страны — Партии исламского возрождения. К лету 2018 года по обвинению в связях с ПИВТ арестовали свыше 100 человек. 27 из них получили сроки заключения длительностью от трех до 25 лет.
В сентябре 2018 года в Варшаве представителями Партии исламского возрождения Таджикистана, а также ещё трёх организаций («Конгресс свободомыслящих Таджикистана», «Реформа и развитие Таджикистана» и «Конгресс мигрантов Центральной Азии») был создан «Национальный альянс Таджикистана», который Верховный суд Таджикистана в августе 2019 года также запретил.

## Лидеры партии
Лидером Партии исламского возрождения Таджикистана является председатель высшего совета партии.
| 1991—1993   | Мухаммадшариф Химматзода |
| 1993—2006   | Саид Абдулло Нури        |
| С 2006 года | Мухиддин Кабири          |

### Выборы
В 2005 году, получила 2 места и не признала итоги голосования, обвинив власти в фальсификациях.
28 февраля 2010 года были проведены выборы, партия набрала 8,2 % и получила 2 места в нижнюю палату парламента Таджикистана.
В 2015 году на парламентских выборах партия получила 1,5 % не прошла в парламент.

## Результаты на парламентских выборах
| Выборы | Мандаты |
| ------ | ------- |
| 2000   | 2 из 63 |
| 2005   | 2 из 63 |
| 2010   | 2 из 63 |
| 2015   | 0 из 63 |

## Выборы президента
| Год  | Кандидат от партии | %   |
| ---- | ------------------ | --- |
| 1991 | Давлат Усмон       | н/д |
| 1999 | Давлат Усмон       | 2,1 |

## СМИ
- ПИВТ: Властям Таджикистана не надо делить участников гражданской войны в стране на своих и чужих Архивная копия от 19 апреля 2015 на Wayback Machine
- Причастность ПИВТ к терактам в Таджикистане подтверждена документально Архивная копия от 11 сентября 2018 на Wayback Machine . Архивная копия от 11 сентября 2018 на Wayback Machine